# ETX
ETX (англ. Embedded Technology eXtended) — форм-фактор материнских плат, актуален для встраиваемых систем. Размер платы составляет 95×114 мм. Каждая плата содержит встроенное процессорное ядро, функциональность памяти, общие порты ввода-вывода архитектуры PC/AT (последовательный, параллельный и т. д. порты), USB, аудио-, видеоразъёмы и Ethernet. Все сигналы ввода-вывода, а также полноценная реализация шин ISA и PCI привели к созданию четырёх рядов низкопрофильных коннекторов на нижней стороне платы.
Платы ETX выпускаются с процессорами AMD Geode, VIA, Intel Pentium, Celeron и Core Duo.
XTX — путь обновления стандарта ETX с 75 % совместимостью по контактам. В XTX убрана шина ISA и добавлены PCI-Express, SATA и LPC.
COM Express — новый стандарт форм-фактора представлен PICMG в 2005 году.
Компания Kontron Embedded Modules является членом-основателем промышленной группы ETX (ETX-IG). ETX и ETXexpress являются зарегистрированными торговыми марками Kontron Embedded Modules GmbH.

## Эволюция стандарта ETX
Одной из наиболее динамично развивающихся концепций в мире являются встраиваемые системы или COM. Одная из основных реализаций COM, имеющихся на рынке, — это спецификация Embedded Technology eXtended (ETX), впервые разработанная Kontron (бывшим *JUMPtec) в начале 2000 года.
| Параметр                         | ETX              | XTX                           | COM Express / ETXexpress                                           |
| -------------------------------- | ---------------- | ----------------------------- | ------------------------------------------------------------------ |
| Размеры                          | 95 × 114 мм      | 95 × 114 мм (отпечаток ETX)   | 110 ×155 (расширенный) 95 × 125 мм (основной) 95 x 95 (компактный) |
| Поддержка наследуемых архитектур | Полностью        | Полностью, за исключением ISA | Полностью, за исключением ISA                                      |
| Поддержка PCI Express            | -                | 4 Lanes                       | до 6 Lanes (основное)                                              |
| Поддержка PCI Express Graphic    | -                | -                             | до 16 Lanes                                                        |
| Поддержка Ethernet               | 10/100           | 10/100                        | 10/100/1000                                                        |
| Поддержка IDE                    | 2 IDE, 2 SATA.   | 2 IDE, 4 SATA                 | IDE, 4 SATA                                                        |
| Поддержка LPC                    | -                | есть                          | есть                                                               |
| Поддержка USB                    | 4 USB            | 6 USB                         | 8 USB                                                              |
| Поддержка аудио                  | Line In/Out, Mic | AC'97, Line In/Out, Mic       | AC'97, Line In/Out, Mic, цифровой AC’97, HDA                       |
| Питание                          | 5V, 5VSB         | 5V, 5VSB                      | 12V, 5VSB                                                          |

Обязательная функциональность:
- Коннектор X1: шина PCI bus, USB аудио;
- Коннектор X2: шина ISA;
- Коннектор X3: VGA, LCD, видео, COM 1, COM2, LPT/FDD, IrDA, «мышь», клавиатура;
- Коннектор X4: IDE 1, IDE 2, Ethernet, разное;
- SATA: два порта через коннектор на верхней стороне (как версия 3.0).